# Sint-Truidense VV
Sint-Truidense VV eller STVV er en belgisk fodboldklub fra byen Sint-Truiden og spiller i den 1. bedste belgiske fodboldrække, Belgiske 1. League. Klubben blev stiftet den 23. februar 1924.

## Ekstern kilde/henvisning
- Klubbens officielle hjemmeside